# Meżyrów
Meżyrów (ukr. Межирів) – wieś na Ukrainie w rejonie żmeryńskim obwodu winnickiego.
W pobliżu znajduje się przystanek kolejowy Meżyriw, położony na linii Odessa – Lwów.

## Historia
2 listopada 1612 odbyła się tu bitwa stoczona przez oddziały tatarskie i polskie wojsko kwarciane.
Pod rozbiorami siedziba gminy Meżyrów w powiecie lityńskim guberni podolskiej.